# Csehország földrajza
Csehország földrajzának alapvető eleme a Cseh-medence zárt tája, amit három oldalról peremhegységek, délnyugatról a Cseh-erdő, északnyugatról az Érchegység, északkeletről a Szudéták, illetve délkeletről a Cseh–Morva-dombság valamint a Északnyugati-Kárpátok alacsony nyúlványai vesznek körül. Részletesebben vizsgálva Csehország, beleértve a történelmi Morvaország területét is, a peremhegységek által közrefogott számos kisebb medencéből és az azokat elválasztó dombvidékekből áll.

## Domborzata, geológiája
Geológiailag Csehország területe az ősi Cseh-masszívumra épül, ami a devon időszak óta szárazföldi terület. Az északkeleti peremhegységek lábánál csak a kréta-korban volt tenger: a Prága és Plzeň közötti vidék gazdag különféle kövületekben. A Cseh-masszívum tulajdonképpen letarolt tönk, a peremhegyvidékek pedig röghegységekből állnak.
A közép-európai idős röghegyvidék a harmadidőszakban jelentős átalakulásokon ment keresztül. A sokféle, főként vetődéses szerkezeti mozgás eredményeként rácsos szerkezet alakult ki, medencékkel, árkokkal sűrűn tagolt középhegység jött létre. A két legfontosabb irány a sokféle mozgáson belül az északkelet–délnyugati, úgynevezett érchegységi és az északnyugat–délkeleti, az úgynevezett szudétai törésvonal. A szerkezeti mozgásokat helyenként vulkánosság kísérte, a gyakori termálvíz-források is erre utalnak. A kiemelkedési szakaszok közötti a nyugalmi időszakokban az erózió elegyengette a felszínt, tönköket, hegyláblépcsőket, hegylábi felszíneket hozott létre, mint az Érchegységben.
A negyedidőszakban az 1300 méter feletti hegységekben az eljegesedés glaciális formákat is kialakított, például az Óriás-hegységben, amelyeket azonban a periglaciális folyamatok sokfelé eltüntettek.
A röghegyvidék formakincse változatos és gazdag: jég csiszolta magasabb gerincek, széles fennsíkú, lapos hátú középhegységek, tűzhányókúpok és lávatakarók váltakoznak süllyedéssel, lepusztulással és feltöltődéssel alakult medencékkel, réteglépcső-vidékekkel, árkokkal.
Az újharmadidőszak során a mai Csehország területe a környezeténél kevésbé töredezett szét, csak a peremei emelkedtek meg, így hozva létre a zárt Cseh-medencét, amelyet három oldalról is középhegységek vesznek körül. A negyedik oldalon a Cseh–Morva-dombság nem emelkedett hegységgé; attól keletre pedig az ősi Cseh-masszívum és a fiatal Kárpátok közötti terület medencévé süllyedt.

### Szudéták
A peremhegyvidékek közül a Szudéták felépítésében változatos óidei mélységi magmás és metamorf kőzetek, középidei homokkövek és harmadidőszaki vulkáni képződmények (bazalt, fonolit) egyaránt részt vettek.

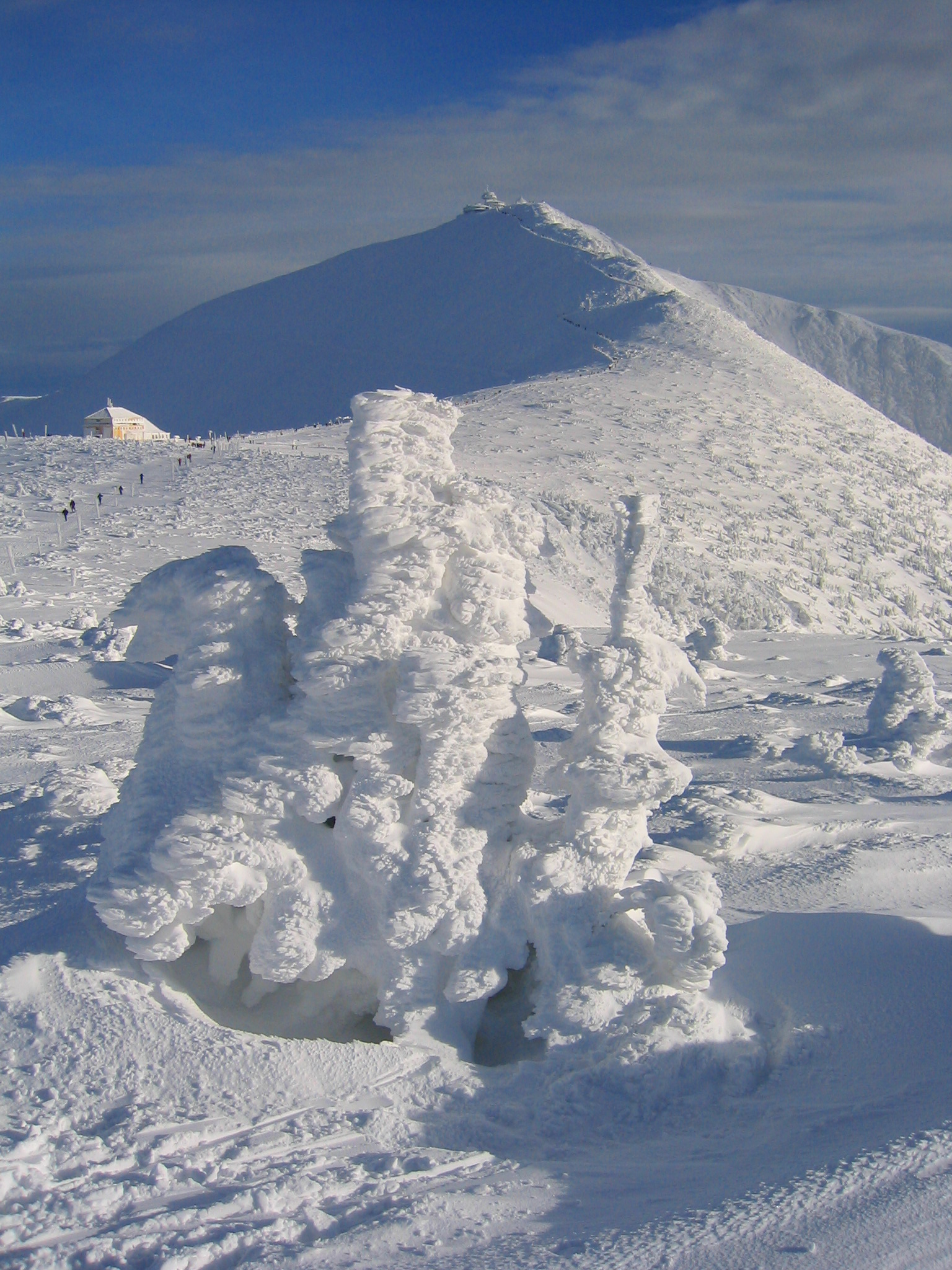
A Sněžka, a havas csúcs

A Nyugati-Szudéták két része a rövid, változatos felépítésű Luzsicei-hegység (793 méter) és a magasabb (1122 méter) Jizera-hegységből áll. Tőlük keletre helyezkedik el a Szudéták központi szakasza, az Óriás-hegység Csehország és az egész Közép-európai-röghegyvidék legmagasabb hegycsúcsával, az 1602 m magas Sněžkával, ami 1300–1400 méter magas gránitfennsíkból emelkedik ki. A hegység két északnyugat-délkeleti csapásirányú gerincének anyaga gránit illetve pala. A gránithát meredeken lejt Lengyelország felé, cseh oldala enyhébb lejtésű. Az Óriás-hegység területén a legutóbbi jégkorszakban 15 gleccser, köztük függőgleccserek alakították a felszínt. A karrmezők területén tengerszemek jöttek létre; az egyik kárfülkéből ered az Elba. Az Óriás-hegységtől délre fekszik a változatos szépségű turistavidék, az úgynevezett Cseh-paradicsom (Cesky ráj). A víz errefelé nagy tömegekben vésett itt ki különös sziklaalakzatokat.
Az Óriás-hegységtől keletre következik a lengyel határ mentén, a gneiszből és palából épült Orlicei-hegység (Orlické hory), legmagasabb csúcsa a Velká Deštná (1115 m). Kréta kori tengeri üledékekből épült errefelé az Adrspach-Teplici mészkőszikla-világ.
A Szudéták keleti része is ércekben gazdag, kristályos kőzetekből álló, variszkuszi eredetű, ősi röghegység. Főbb részei: a Kralicei-havasok (1424 m), Rychlebi-hegység, legmagasabb csúcsa a Smrk (1125 m), majd a Jeszenik-hegység magasabb (Praděd, 1492 méter) és alacsonyabb csoportja. A periglaciális fagyaprózódás itt változatos formákat (kőfolyások, törmeléklejtők, sziklaképződmények, kőpoligonok) alakított ki. A hegylánc legkeletibb tagja az Oderai-hegység. Az Odera völgyétől keletre már a szerkezetileg a Kárpátokhoz tartozó Morva-Sziléziai-Beszkidek található. Itt helyezkedik el a Jablonkai-hágó, az egyik legfontosabb átjáró Észak-Szlovákia és Észak-Morvaország között.

### Érchegység
A Cseh-medencét északnyugati oldalán a főként kristályos és csillámpalából és gránitból álló, a medence felé meredek Érchegység emelkedik. Legmagasabb része a déli szakaszon van, itteni csúcsai a Spicák (997 m), a Smröník (1217 m), a Klinovec (1244 m). Ezen a vidéken, Jáchymov környékén találtak először a természetben uránércet. Emellett régen ismertek az ezüst, ólom, ón, cink, lelőhelyei, amikről a hegység a nevét kapta. A német oldalon hegyláblépcsők során át lankásan ereszkedik a Lipcsei-öblözet felé, míg a cseh oldalon meredeken szakad az Ohře folyó árkára. Régi erdőségei erősen megritkultak.

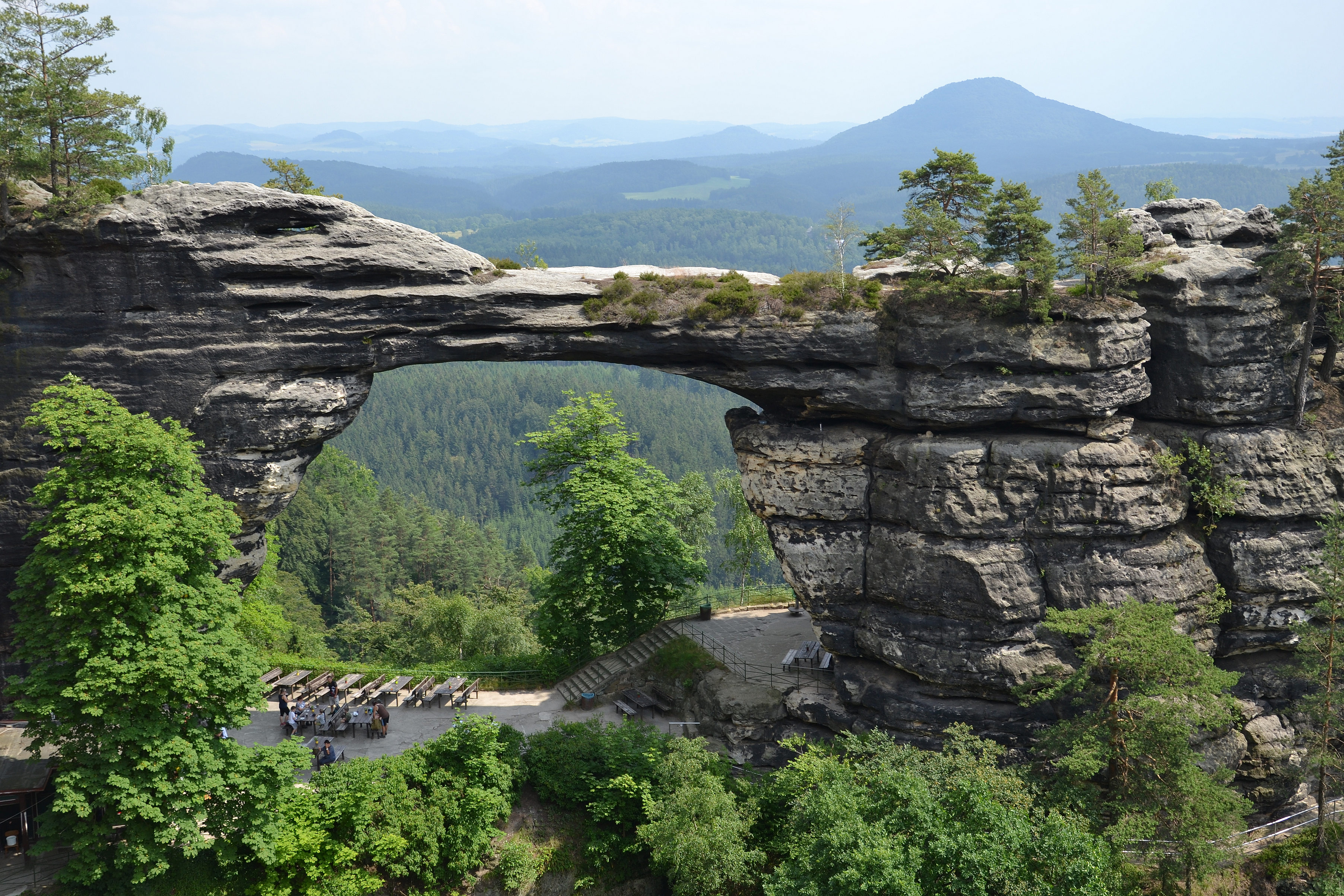
Részlet a Cseh-Svájcból

Az Érchegység keleti folytatása az Elbai-homokkőhegység a folyó németországi és csehországi partján. elhelyezkedő alacsony, felső kréta homokkőből felépülő húzódik. A körülbelül 700 km² kiterjedésű, Szász- és Cseh-Svájcként ismert, a felső kréta idején keletkezett homokkőtábla anyagát vékony agyagos szintek tagolják, és a szerkezeti mozgások sakktáblaszerűen összetörték, függőleges repedéshálózatot hozva létre benne. Ennek nyomán az eróziós folyamatok hatására kőgombák, kecses tornyok, köztük mély szakadékok, kőhídra, bástyára emlékeztető sziklaképződmények jöttek létre. A 10 millió évvel ezelőtt feltört bazaltláva-kúpok még változatosabbá teszik a tájképet.

### Cseh-erdő
A Cseh-medence délnyugati peremét (az Érchegységgel derékszöget alkotva) a csillámpalából és gránitból épült, szintén a harmadkorban felemelkedett variszkuszi hegységmaradvány, a Cseh-erdő alacsonyabb (legmagasabb csúcsa 1041 méter) hegyvonulata zárja le. Meredekebb bajorországi oldalának neve Oberpfalzi-erdő. A magyar és általában az európai földrajzi irodalomban leginkább az egész délnyugati hegyvonulat neve Cseh-erdő, míg csehül annak csak az északnyugatra eső szakaszát hívják így, a délkelet felé húzódó, főleg gránitból álló, magasabb és tömegesebb gerinceinek neve Šumava. Itt az 1500 méterig kiemelkedő csúcsok kárfülkéi, mély völgyei, tengerszemei a jégkorszak maradványai. A hegység magas részeit, fennsíkjait kiterjedt erdőségek és összefüggő tőzeglápok fedik. A déli szakaszon ered a csehek nemzeti folyója, a Moldva (Vltava). Alacsonyabb ausztriai folytatása a Weinsbergi-hegység, ami Wachaunál a Dunán is túlnyúlik.

### Cseh–Morva-dombság
A Cseh-medence délkeleti oldala, a túlnyomórészt gránitból és gneiszből álló Cseh–Morva-dombság kevésbé markáns perem, legmagasabb részei alig emelkednek 800 méter fölé.

### Cseh-medence
A peremhegységek közti, rombusz alakú, dombsági jellegű Cseh-medence déli, magasabb fekvésű területein óidei kőzetek (túlnyomórészt karbon–perm kori gránit és gneisz, kvarcit) alkotta felszínen a lepusztulás nyomán enyhén hullámos tönkfelszín alakult ki. A legmagasabb kiemelkedések közé tartozik Prágától délnyugatra a Brdy 862 méter magas, északkelet–délnyugati csapásirányú erdős kvarcitgerince. Keletre a Közép-Cseh-dombság hullámos gránithátsága található, a 200-300 méter magasan fekvő medencéből kiemelkedő 300-400 méteres relatív magasságú hegyeivel. Délnyugaton a Slavkovi-erdő gránittömbje emelkedik az Ohře folyó árka fölé. A könnyebben lepusztuló rétegeken medencék jöttek létre; ezek voltak az első megtelepedés, majd az iparosítás helyszínei, mint a Plzeňi- vagy a České Budějovice-i medence. A kultúrtájba mélyen bevágódó folyók (mint a Berounka) helyenként feltárják a palozoikum elején lerakódott (kambrium, szilur, devon) kőzetekből álló, ősmaradványokban gazdag, úgynevezett barrandiumi rétegeket.

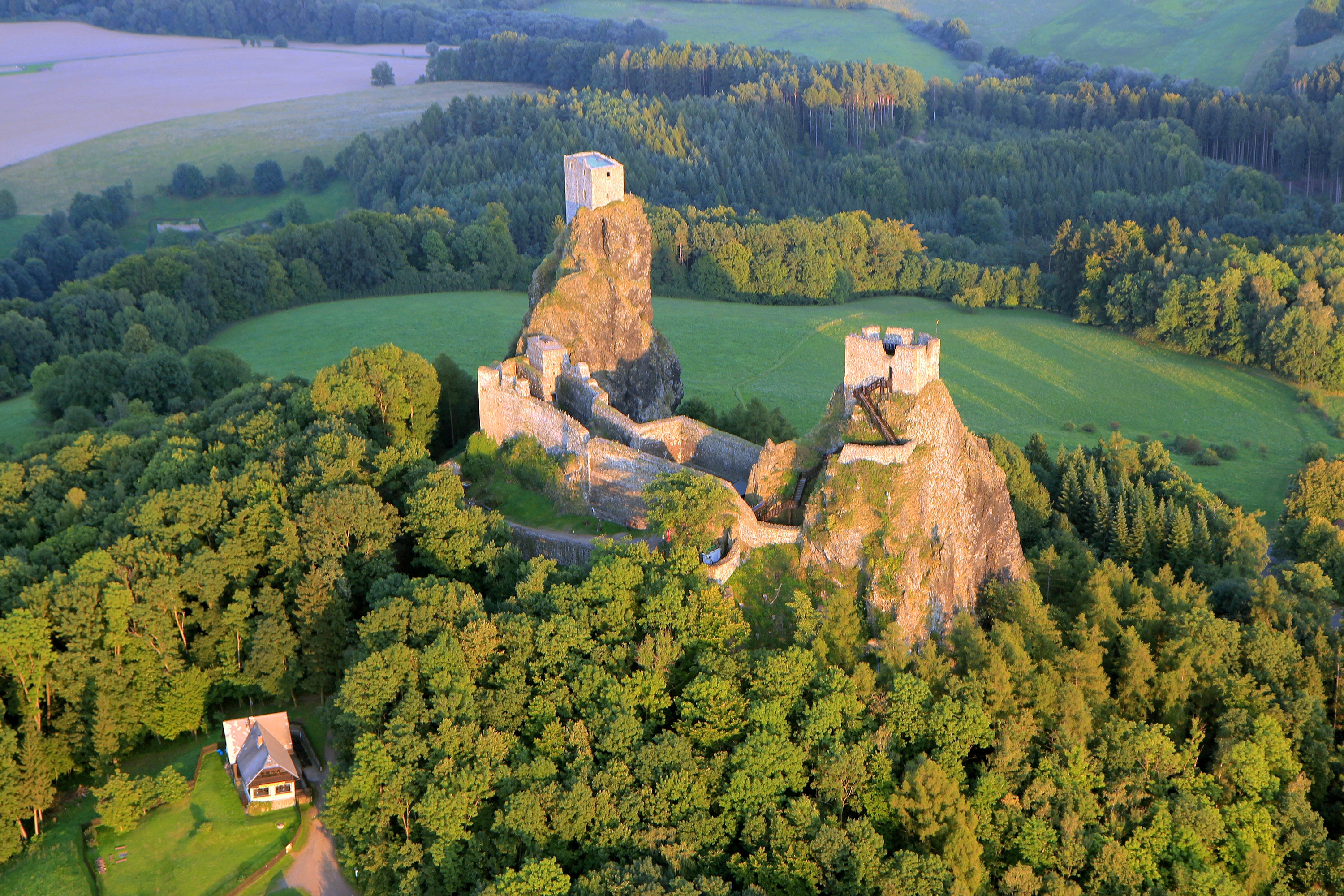
Trosky vára a kettős bazaltkúpon

Az Elbától északra a medencében kréta kori üledékes kőzetek uralkodnak. Fiatal vulkánok is színezik a tájat, mint a Trosky (514 méter) kettős bazaltkúpja. A vulkánosság nyomai leginkább a medence északnyugati peremén, a Cseh-középhegységben találhatók meg újharmadidőszaki szerkezeti mozgások eredményeképpen. Itt bazalt-, andezit- és fonolitkúpok, lávatakarók rakódtak a homokkőaljzatra. A hegységet az Elba látványosan bevágódó, úgynevezett antecedens völgyben töri át. Ettől nyugatra emelkedik a Milešovka lakkolitja (835 méter). Az Érchegység lábánál az Ohře is fiatal szerkezeti törésvonalban folyik, amely mentén a mélyből hőforrások törnek fel, rájuk világhírű fürdővárosok, Karlovy Vary, Mariánské Lázně és Františkovy Lázně épültek.
A közeli Doupovi-hegység egy oligocén-kori vulkán maradványa, amit a miocénban egy hatalmas robbanásos kitörés megsemmisített. Kalderáját az erózió lepusztította, de központi mélyedése még kirajzolódik.
A Morva-medence süllyedéssel létrejött mélyedését a harmadidőszaki tengerek elöntötték, majd feltöltődött. Felszínéből idősebb tönkrögök emelkednek ki, mint a Brnói-gránittönk, valamint a devon időszaki mészkőben kialakult Morva-karszt, ami Csehország legnagyobb barlangrendszereit foglalja magába. A leghíresebb Punkva búvópatakjának a rendszere, valamint a Katalin-barlang.
Az erősen tagolt Cseh-medence északkeleti része a Felső-Morva-medence, a Morva és mellékfolyói által felszabdalt dombvidék. Ebből az alacsony (310 méter) Morva-kapu vezet át az Ostravai-medencébe, amely a Szudéták és a Kárpátok szerkezeti határán helyezkedik el. Az utolsó jégkorszakban az északról idáig nyúló belföldi jégtakaró lerakta itt a morénáit. Mai arculatát főleg a szénbányászat és a rá települt ipar, a sűrű településhálózat határozza meg. Az alábányászás sokfelé okozott súlyos károkkal járó felszíni mozgásokat is.
Délebbre a Ždanicei-erdő és a Chřiby vonulatai geológiailag már az Északnyugati-Kárpátokhoz tartoznak, akárcsak a rajtuk túl fekvő alacsony, feltöltött Alsó–Morva-medence.

## Vízrajza
Csehország három tenger, az Északi-, a Balti- és a Fekete-tenger vízgyűjtő területének határán fekszik. Vizeinek nagy része az Északi, illetve a Fekete-tengerbe folyik az Elba és a Duna révén, csak az Odera szállítja az Ostravai-medence vizeit a Balti-tengerbe.
Csehország legnagyobb folyója az Elba, legmagasabb forrása 1384 méteren fakad az Óriás-hegységben. 384 km-t tesz meg Csehországban, mielőtt német területre lépne. Jobb oldali mellékfolyói túlnyomórészt a Szudéták vizeit gyűjtik össze.
Legfontosabb mellékfolyói balról a Moldva, az Orlice, a Metuje, az Úpa, jobbról a Mrlina, Jizera, Ploučnice, Cidlina.

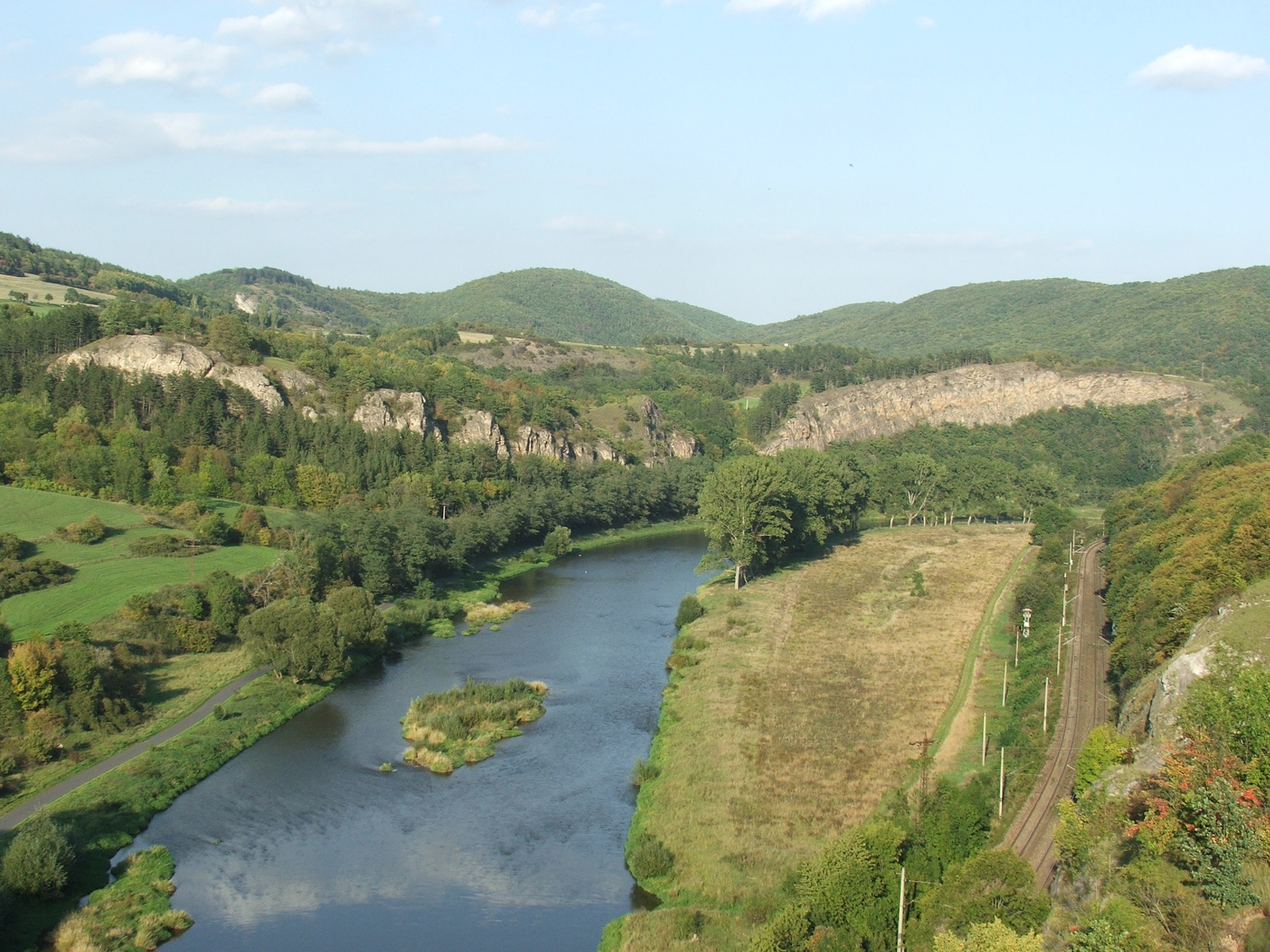
A Berounka völgye

Az Elba legnagyobb mellékfolyója, a Csehország nemzeti folyójának számító, hajózható Moldva (Vltava), 430 km-ével egyúttal a leghosszabb cseh folyó is. Két ágból ered a Šumava hegységben és Prága fölött, Mělníknél ömlik az Elbába. Legfontosabb jobb parti mellékfolyói a Třeboňi-medence tavainak, mocsarainak vizét levezető Lužnice és a Sázava a Cseh–Morva-dombság vizeivel. Bal parti fontos mellékfolyója az Otava és a Berounka. A Plzeňi-medence a vízgyűjtő medence klasszikus példája: a város közepén, hat felől futnak össze a vízfolyások.
A már egyesült Moldva és Elba legjelentősebb bal parti mellékfolyója az Ohře, ismert német nevén Eger (ejtsd Éger), ami az Érchegység vizeit gyűjti össze.
Az Odera (Odra), Olomouc közelében, a nevét viselő Odera-hegységben ered. Jobb oldali mellékfolyója, az Ostravice a Morva–Sziléziai-Beszkidek, balján pedig az Opava pedig a Jeszenik-hegység vizeit gyűjti össze.
A Morva a Szudétákban fakad, délre vezető 358 km-es útján felveszi Morvaország vizeinek legnagyobb részét és Dévénynél ömlik a Dunába. Jelentősebb mellékfolyója az Ausztria és Csehország határán kanyargó Thaya (cseh neve Dyje).
Csehországban jelentősebb természetes tavak nincsenek, de már a középkortól rengeteg halastavat létesítettek a völgyekben, főleg ponty tenyésztésére. A 20. század végén számuk mintegy 5000 volt, 25000 hektár összesített felszínnel. Sok duzzasztógát is található a folyókon, mögöttük a mesterséges tavakon általában üdülőterületeket is kialakítottak.